# Felix McGrath
Pour les articles homonymes, voir McGrath.
Felix McGrath (né le 13 avril 1963 à Princeton au New Jersey) est un ancien skieur alpin américain.

## Jeux olympiques d'hiver
| Épreuve / Édition | Calgary 1988 |
| Géant             | 13e          |

## Championnats du monde
| Épreuve / Édition | Crans Montana 1987 |
| Slalom            | 10e                |
| Combiné           | 13e                |

## Coupe du monde
- Meilleur classement final : 15e en 1988
- Meilleur résultat : 2e

### Différents classements en coupe du monde
| Saison / Épreuve | Saison / Épreuve | Général | Général | Slalom | Slalom | Géant  | Géant  | Combiné | Combiné |
| ---------------- | ---------------- | ------- | ------- | ------ | ------ | ------ | ------ | ------- | ------- |
| Saison / Épreuve | Saison / Épreuve | Class.  | Points  | Class. | Points | Class. | Points | Class.  | Points  |
| 1985             | 1985             | 98e     | 3       | 45e    | 3      | -      | -      | -       | -       |
| 1986             | 1986             | 78e     | 12      | 36e    | 12     | -      | -      | -       | -       |
| 1987             | 1987             | 71e     | 9       | 31e    | 7      | 34e    | 2      | -       | -       |
| 1988             | 1988             | 15e     | 68      | 3e     | 53     | 22e    | 8      | 14e     | 7       |
| 1989             | 1989             | 33e     | 43      | 9e     | 43     | -      | -      | -       | -       |
| 1990             | 1990             | 51e     | 22      | 18e    | 22     | -      | -      | -       | -       |